# Людмила Улицка
Людмила Евгениевна Улицка (на руски: Людмила Евгеньевна Улицкая) е руска писателка.

## Биография и творчество
Людмила Улицка е родена на 21 декември 1943 г. в Давлеканово, Башкирия.
По образование е биолог-генетик. Защитава дисертация, работи в Института по обща генетика. През 1970 г. е уволнена заради преписване на „самиздатски“ ръкопис. Баща ѝ е инженер, майка ѝ – биохимичка.
Първите ѝ разкази се появяват в списания към края на 1980 г. Бива изоставена от първия си мъж, отглежда двамата си синове сама. В безработицата преоткрива литературата като поле за изява.
Книгите ѝ са преведени на над 25 езика. Любимият ѝ похват е плюс един (едно фундаментално събитие, наслоено с много предистории). Само се определя като „авторка на младите“. Писаните от нея стихове вмъква в романите си („единствената форма, в която се осмелих да ги публикувам, приписвайки ги на главните ми героини“).
Два нейни сценария биват филмирани: „Сестрите Либърти“ и „Жена за всички“.

## Награди и отличия
- Награда „Медиси“ (1996, Франция, за „Сонечка“)
- Награда „Пене“ (1997, Италия)
- Литературна награда „Джузепе Ачерби“ (1998, Италия, за „Сонечка“)
- Руски „Букър“ (2001, Русия, за „Казусът Кукоцки“)
- Рицар на Ордена „Академични палми“ (2003, Франция)
- Награда за роман на годината (2004, Русия, за „Искрено ваш Шурик“)
- Награда за най-добър писател на годината (2004, Русия)
- Рицар на Ордена за изкуство и литература (на френски: Ordre des Arts et Lettres, 2004, Франция)
- Национална награда за литература (2005, Китай, за „Искрено ваш Шурик“)
- Литературна награда за книга на годината (2005, Русия, за „Хората на нашия цар“)
- Литературна награда „Венец“ (2006, Русия)
- Награда „Пене“ (2006, Италия, за „Казусът Кукоцки“)
- Национална награда „Олимпия“ на Руската академия за бизнес (2007, Русия)
- Награда за най-добра поставена пиеса „Годината на белия слон“ на Московския съвет за култура (2007, Русия)
- Национална литературна награда „Большая книга“ (2007, Русия, за „Даниел Щайн, преводач“)
- Литературна награда „Гринцане Кавур“ (2008, Италия, за „Искрено ваш Шурик“)
- Награда „Отец Александър Мен“ (2008, Германия-Русия, за „Даниел Щайн, преводач“)
- Будапещенска „Grand Prix“ (2009, Унгария)
- Номинация на Международната награда „Man Booker“ (2009)
- Годишна награда на списание „Знамя“ (2010, Русия, поделена с Михаил Ходорковски за книгата „Разговори с Людмила Улицка“)
- Голямата награда на списание „ELLE“ (2010, Италия)
- Награда „Bauer/Ca’Foscari“ (2010, Италия)
- Награда „Олег Табаков“ (2011, Русия, за „Имаго“)
- Номинация за руската награда „Букър“ за роман на десетилетието (2011, Русия, за „Даниел Щайн, преводач“)
- Награда „Симон дьо Бовоар“ за свобода на жените (2011, Франция)
- Международна литературна награда „Park Kyung-ni“ (2012, Южна Корея)
- Офицер на Ордена на почетния легион (2013, Франция)
- Австрийска държавна награда за европейска литература (2014)
- Национална литературна награда „Большая книга“ (2016, Русия, 3 място и награда на публиката за „Стълбата на Яков“)
- Финалист за наградата „Neustadt“ (2018, САЩ)
- Doctor Honoris Causa на Букурещкия университет (2019)

## Издания на български
- Сонечка. Бедни роднини. Превод от руски език София Бранц, Мария Ангелова. София: Колибри, 2004, 206 с.
Повести за размирни руски женски съдби. Лекомислието води до нещастие, до абсолютно щастие, а понякога и доникъде. Силни образи, крайни ситуации, преплетени умело в „приказното“ ежедневие.
- Медея и нейните деца. Превод от руски език София Бранц. София: Колибри, 2005, 256 с.
Разкази от „зоосоциологията“ на човека. Медея е наблюдателната фигура, преживяваща философски съдбовните превратности на заобикалящите я герои.
- Искрено ваш Шурик. Превод от руски език Здравка Петрова. Пловдив: Жанет 45, 2007, 470 с.
- Даниел Щайн, преводач. Превод от руски език Александрина Петрова, Доротея Монова, София: Парадокс, 2016, 608 с. ISBN 978-954-553-195-8
- Казусът Кукоцки. Превод от руски език Иван Тотоманов, София: Колибри, 2017, 464 с. ISBN 978-619-150-723-8
- Непрекъсната линия. Превод от руски език Ася Григорова, София: Колибри, 2019, 168 с. ISBN 978-619-02-0358-2
- Стълбата на Яков. Превод от руски език Ася Григорова, София: Колибри, 2024, 600с. ISBN	978-619-02-1481-6